# Madeleine Boullogne

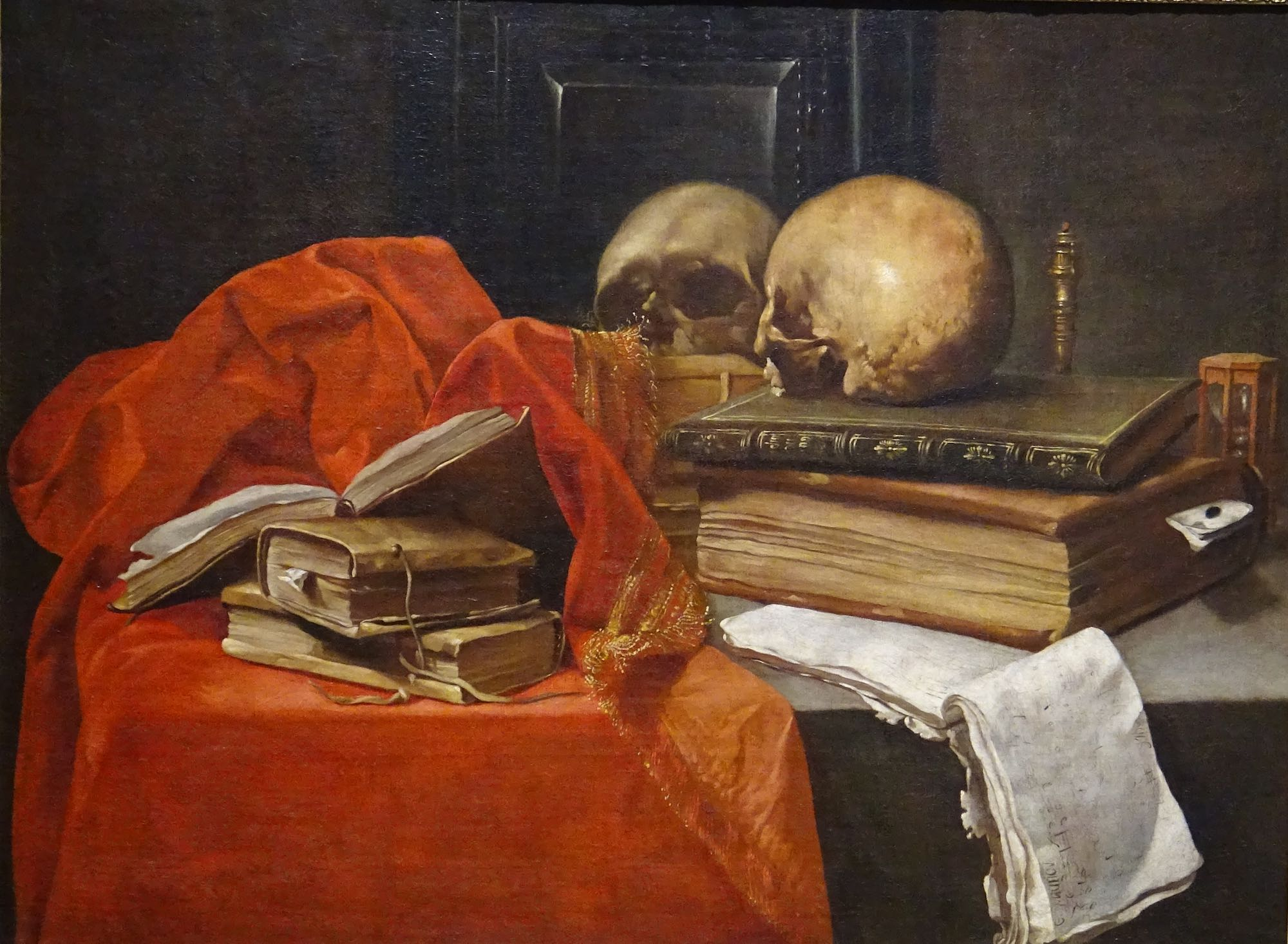
Vanitas, Museo de Bellas Artes de Mulhouse

Madeleine Boullogne (París, 24 de julio de 1646- París, 30 de enero de 1710) fue una pintora francesa. 

## Biografía
Era hija del pintor Louis Boullogne y hermana de los también pintores Bon, Louis y Geneviève, caracterizados por aunar el clasicismo francés con el caravaggismo italiano. Se especializó en naturalezas muertas, especialmente obras en las que se amontonaban trofeos, armaduras e instrumentos musicales, de las que se conservan cuatro en el palacio de Versalles. También realizó vanitas, un tipo de bodegón que hace referencia a la fugacidad de la vida y la inevitabilidad de la muerte, como la Vanitas del Museo de Bellas Artes de Mulhouse.
En 1669 ingresó en la Real Academia de Pintura y Escultura.